# 탐라지
《탐라지》(眈羅志)는 1653년 제주목사 이원진이 발간한 제주도의 읍지이다. 제주목사가 발간하였으나 국가의 공식 읍지가 아니라 이원진 개인이 정리한 사찬(私撰) 읍지로 《동국여지승람》과 김정의 《제주풍토록》을 참고하여 1책 81장으로 구성되어 제주현, 정의현, 대정현의 토지의 경계 및 도로, 관원, 성씨, 풍속, 명승지, 산천, 교량, 토산품, 경작지의 면적과 같은 내용을 상세하게 기술하였다.
이원진은 조선 효종 시기인 1651년에서 1653년 사이 제주목사를 지냈고 당시 제주도에 표류한 헨드릭 하멜을 서울로 압송하였다.

## 판본과 구성
규장각, 서울대학교 도서관, 국립중앙도서관 등이 목판본을 보관하고 있으며 이 외에 일부 개인이 소장하고 있는 판본이 있다.
《탐라지》는 제주의 연혁, 성곽, 도로등의 지리적 상황과 함께 역사, 풍습, 특별한 인물 등을 상세히 수록하여 이후 만들어지는 각종 읍지의 모범으로 여겨졌다. 제주도는 이원진의 《탐라지》 이후에도 10여 종의 읍지가 만들어졌다. 이원진의 것을 포함한 이들 읍지들은 모두 제주에 입도한 지식인의 입장에서 제주도를 서술하고 있어 외부자의 시각으로 바라본 제주를 보여준다는 한계가 있지만 당시의 자연과 기후, 풍속 등에 대한 중요한 참고자료로 쓰인다.
18세기에 제주목사로 부임한 윤시동이 이원진의 《탐라지》를 바탕으로 《증보 탐라지》를 발간하였다.